# Список умерших в 670 году

## Февраль
- 15 февраля — Освиу — король Берниции (642 — 655) и король Нортумбрии (655 — 670).

## Сентябрь
- 10 сентября — Теодард Маастрихтский — епископ Маастрихта (662—668/670); святой, священномученик, почитаемый Римско-католической церковью.

## Октябрь
- Сафийя бинт Хуяйй — жена пророка Мухаммеда, дочь вождя иудейского племени Бану Надир Хуяйа ибн Ахтаба и дочери вождя племени Бану Курайза Барры бинт Самусаль.

## Дата смерти неизвестна или требует уточнения
- Абдуллах ибн Саба — эпоним одной из самых первых шиитских сект сабаитов, проповедовавшей «крайние» взгляды в отношении Али ибн Абу Талиба.
- Акиль ибн Абу Талиб, двоюродный брат пророка Мухаммеда.
- Аудомар, святой Римско-Католической Церкви, епископ Теруана.
- Ботольф Икенский — англосаксонский аббат и святой, покровитель путешественников и фермеров.
- Брахмагупта, индийский математик и астроном.
- Вехтари, герцог Фриуля.
- Гулитиен ап Ноуи — король Диведа (650—670) и Брихейниога (около 655—670).
- Дихья аль-Кальби, сподвижник пророка Мухаммеда и дипломат.
- Ли Чуньфэн — китайский математик, астроном, историк, выдающийся комментатор математических книг времен династий Суй и Тан.
- Макселенда — святая дева, мученица из Камбре.
- Феликс — патриций Тулузы, герцог Аквитании (660 — 670).
- Феофилакт I — герцог Неаполя (666 — 670).
- Этельберт Истрийский — раннехристианский мученик, святой Римско-католической церкви, брат мученика Этельреда Истрийского.
- Этельред Истрийский — раннехристианский мученик, святой Римско-католической церкви, брат мученика Этельберта Истрийского.
- Ян Шаншань — китайский врач и государственный служащий времен династий Суй и Тан.